# П'єр Теома Буарон-Каналь
П'єр Теома Буарон-Каналь (12 червня 1832 — 6 березня 1905) — гаїтянський політичний діяч, тричі президент країни (двічі — тимчасово).

## Життєпис
Буарон-Каналь народився 12 червня 1832 в місті Ле-Ке, Гаїті. Розпочав військову кар'єру, займав офіцерські посади з 1858 до 1867 року, за часів правління Фабра Жефрара. Після цього залишив військову службу та почав займатись сільським господарством.
Його політична кар'єра почалась 1870 року, коли його було обрано сенатором від Порт-о-Пренса. 1875 був переобраний. Того ж року був змушений виїхати з країни до Кінгстона на кілька тижнів. Після повернення отримав пост командувача військами Західного департаменту від президента Мішеля Домініка. 23 квітня 1876 року усунув від влади чинного президента й сам посів пост глави держави, проте офіційно став президентом лише за три місяці. Конституція того ж року надала йому мандат на чотири роки.
За часів правління Буарон-Каналя зростала напруженість у внутрішній політиці та закордонних справах, зокрема через суперечки між лібералами та націоналістами в парламенті. Після бурхливих суперечок у парламенті 30 червня 1879 року в столиці країни спалахнули заворушення, значну роль в яких відіграв ліберал Жан-П'єр Буайє-Базелуа. Хоч уряду і вдалось відновити закон і порядок, Буарон-Каналь втратив президентський пост 17 липня того ж року, оскільки не зміг виступити посередником між лібералами й націоналістами. Його наступником став Луї Саломон. Буарон-Каналь же змушений був знову виїхати на Ямайку.
Після повернення на батьківщину 1888 року Буарон-Каналь був знову призначений на пост президента країни, цього разу тимчасово. Втретє він очолив державу (також тимчасово) 26 травня 1902 року.